# Хавети
Хавети (груз. ხავეთი, арм. Խավեթ) — село в Грузии, на территории Ахалкалакского муниципалитета края (мхаре) Самцхе-Джавахети.

## География
Село находится в южной части Грузии, в пределах Ахалкалакского плоскогорья, к востоку от реки Куры, на расстоянии приблизительно 22 километров (по прямой) к юго-западу от города Ахалкалаки, административного центра муниципалитета. Абсолютная высота — 1717 метров над уровнем моря.

## Население
По результатам официальной переписи населения 2014 года, в Хавети проживало 276 человек (141 мужчина и 135 женщин). В национальной структуре населения армяне составляли 99,6 %, грузины — 0,4 %.
| Год  | Население, человек |
| ---- | ------------------ |
| 2002 | 369                |
| 2014 | ↘ 276              |